# Иван Рукавина
Иван Рукавина — Сиђо (Оточац, 26. јануар 1912 — Загреб, 3. април 1992) био је учесник Шпанског грађанског рата и Народноослободилачке борбе, генерал армије ЈНА и народни херој Југославије.

## Биографија
Рођен је 26. јануара 1912. године у Оточцу, у Лици. Гимназију је учио у Грачацу и Огулину, а завршни разред гимназије и велику матуру положио је у Загребу. После завршене гимназије, уписао се на Медицински факултет Загребачког свеучилишта. На факултету се убрзо повезао с припадницима револуционарног студентског покрета, а 1933. године је постао члан Савеза комунистичке омладине Југославије (СКОЈ). У том периоду паралелно је завршио курс резервних подофицира са одличним успехом и био је коњички поднаредник.
Још као скојевац, био је ухапшен када је растурао летке, па је од тада живео под строгом присмотром полиције. Иван је касније, отишао у иностранство. Најпре је, 1934. године, отишао у Беч, а следеће, 1935, у Праг, када је и примљен у чланство Комунистичке партије Југославије (КПЈ). Током 1935. и 1936. у Прагу је радио у Техници КПЈ, која је припремила издавање партијског листа „Пролетер“. У време припрема за партијску конференцију у Прагу, поновно је ухапшен, али је убрзо пуштен из затвора. У децембру 1936. године одлази у Шпанију и учествује у борбама на страни Шпанске републиканске армије.
У Шпанском грађанском рату, Иван се истакао у низу борби као водник у батаљону „Димитров“. Убрзо је напредовао до чина капетана Републиканске армије, а после оздрављења постао је командант батаљона „Ђуро Ђаковић“. После пада Каталоније, прешао је с осталим шпанским добровољцима у Француску, где је интерниран у концентрациони логор. Године 1939. успео је да се извуче из логора и да се врати у Југославију. По повратку у земљу, одмах се укључио у рад загребачке партијске организације, а нарочито је био активан у раду СКОЈ-а, а касније је постао члан Покрајинског комитета СКОЈ-а за Хрватску. Поново се активирао у Југословенској војсци као коњички наредник и завршио курс за резервне официре. Унапређен је у чин коњичког потпоручника 1. априла 1940. године и распоређен у коњицу.
Напад сила Осовине на Краљевину Југославију, априла 1941. године, затекао га је на служби у Никшићу. После распада, заробљен је од Италијана. Петнаест дана је провео у логору. Успео је побећи и вратио се у Загреб, где се поново укључио у рад партијске организације. У току припрема за подизање устанка постављен је, маја 1941. године, за члана Војног комитета за Хрватску. У јуну 1941. године одлази на Банију, где учествује у оснивању Сисачког партизанског одреда.
Са Баније, Иван се поново, на кратко време, враћа у окупирани Загреб, а почетком августа одлази на Кордун, где је радио на формирању партизанских одреда. У новембру 1941. године постављен је за команданта Главног штаба НОП одреда Хрватске, и на тој је дужности остао до новембра 1943, када је постављен за команданта Четвртог хрватског корпуса. Од новембра 1944. до фебруара 1945. године био је командант Војне управе за Војводину, а затим шеф Војне мисије на конференцији у Паризу.

### Послератни период
После ослобођења Југославије, остао је у професионалној служби у Југословенској народној армији (ЈНА). Налазио се на дужностима начелника Треће управе Генералштаба Југословенске армије (ЈА) и на дужностима у Министарству народне одбране, касније Савезном секретаријату за народну одбрану (ССНО) — био је начелник Више војне академије ЈНА, командант армије, помоћник Државног секретара за послове народне одбране и др.
Први официрски чин — пуковника, добио је 1. маја 1943. У чин генерал-мајора унапређен је 1944, у чин генерал-лајтнанта унапређен је 1946, у чин генерал-пуковника 22. децембра 1955, а у чин генерала армије 22. децембра 1967. године. Након последњег унапређења стављен је на располагање које је потрајало. Активна војна служба престала му је 1977. године.
Поред војних функција, бавио се и друштвено-политичким радом. На Шестом и Седмом конгресу СКЈ биран је за члана Централног комитета Савеза комуниста Југославије, а на Петом конгресу СКХ за члана Централног комитета Савеза комуниста Хрватске. Биран је и за посланика Савезне скупштине СФРЈ и члана Савета федерације.
Политиком се бавио и у годинама након распада СФРЈ, а 1990. је учествовао у оснивању Хрватске народне странке (ХНС). Преминуо је 3. априлa 1992. године у Загребу.
Носилац је Партизанске споменице 1941. и других високих југословенских одликовања, међу којима су — Орден народног ослобођења, Орден ратне заставе, Орден партизанске звезде са златним венцем, Орден заслуга за народ са златном звездом, Орден братства и јединства са златним венцем и Орден за храброст. Орденом народног хероја одликован је 20. децембра 1951. године.

## Галерија
- Иван Рукавина (средњи ред, други здесна) у Албасетеу, 1937. године
- Иван Рукавина (други здесна) и Владо Поповић (трећи здесна) у Шпанији, 1938. године
- Иван Рукавина (други слева) у друштву војних и политичких руководилаца НОБ, 1942. године
- Иван Рукавина (стоји, четврти слева) са руководством Шестог славонског корпуса, 1943. године
- Иван Рукавина (први здесна) са, здесна на лево, Јосипом Брозом Титом, Иваном Рибаром, Костом Нађом и Ивом Лолом Рибаром, 1943. године